# Hydroptila molsonae
Hydroptila molsonae är en nattsländeart som beskrevs av Blickle 1961. Hydroptila molsonae ingår i släktet Hydroptila och familjen smånattsländor. Inga underarter finns listade i Catalogue of Life.